# Maison de la via Graziosa

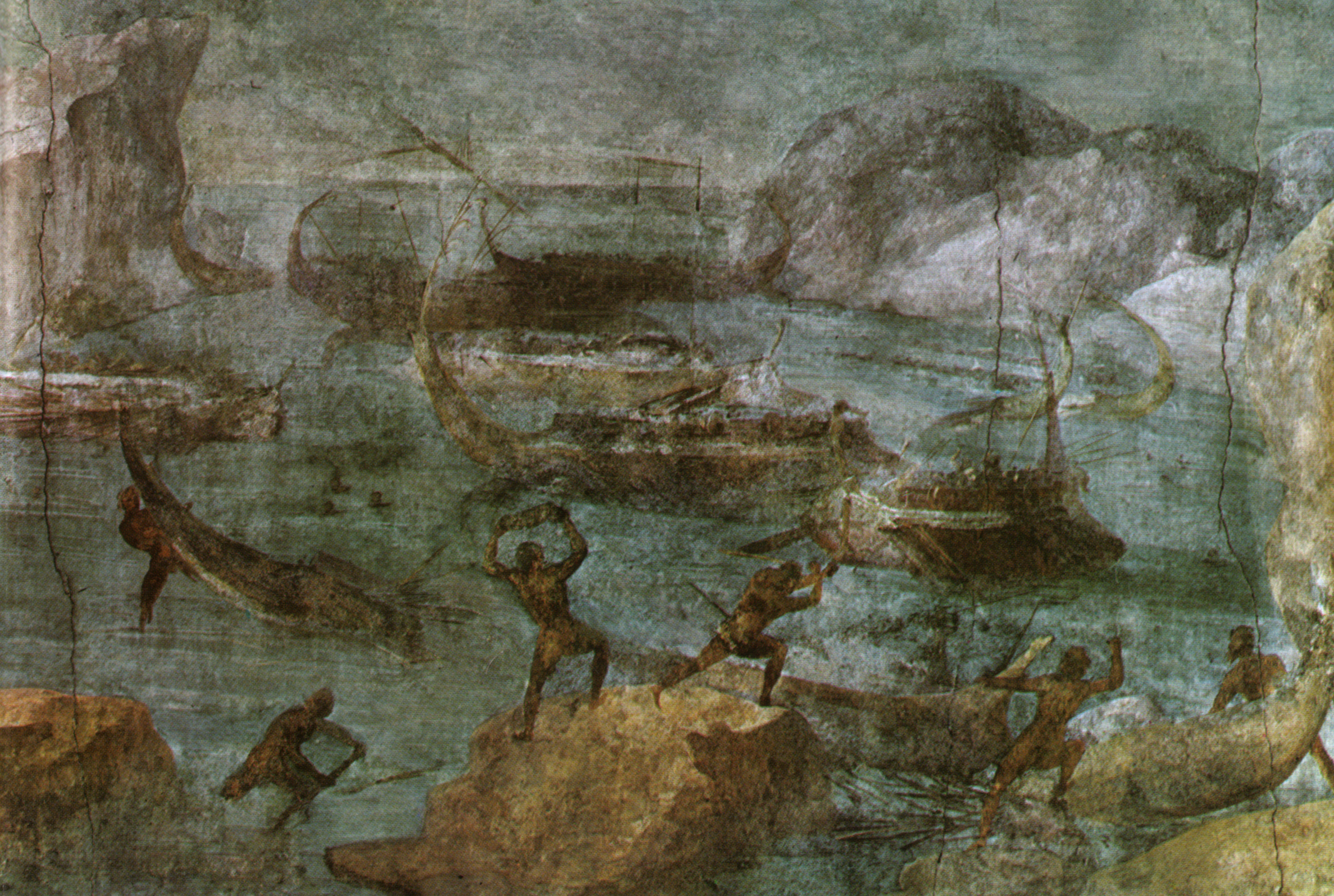
Attaque des Lestrygons.

La maison de la via Graziosa, sur l'Esquilin à Rome, est le site d'une habitation de l'époque républicaine connue pour être décorée d'une série de fresques présentant des paysages de l'Odyssée aujourd'hui conservées à la bibliothèque apostolique vaticane des musées du Vatican.

## Historique
L'habitation fut découverte au XIXe siècle. Les panneaux montrant des épisodes de l'Odyssée étaient situés dans la partie haute des murs de la salle principale, dans une disposition semblable à celle des frises de paysages nilotiques de l'atrium de la villa des Mystères de Pompéi.
Les sujets sont les Ulixis errationes per topia cités par Vitruve (VII, 5.2), c'est-à-dire les « voyages d'Ulysse sur fond de paysages ». L'usage de ces paysages rompait la monotonie d'un mur en lui donnant une illusion de profondeur en perspective.
Un des murs les plus vivants est celui de l'Assaut des Lestrygons, avec des figurines disséminées dans un vaste paysage, donnant une impression de vue aérienne et rempli de rochers et d'arbres, de bergers et d'animaux.
Les tonalités choisies s'harmonisent bien entre elles et la technique est quasi impressionniste, selon une méthode amplement utilisée jusqu'à la fin de l'époque médio-impériale dans la décoration de frises mineures ou des pinacles de retables.
La représentation est particulièrement minutieuse, avec le nom de chaque personnage écrit en grec à proximité dans un philologisme qui laisse supposer la présence de modèles bien précis, peut-être fournis par les illustrations du poème réalisées à la bibliothèque d'Alexandrie.
La datation des fresques oscille entre le premier hellénisme et les périodes suivantes. L'hypothèse de la moitié du Ier siècle semble crédible, où l'on trouve une certaine inclination à l'homérisme reprenant des modèles orientaux du IIe siècle (maison du cryptoportique, maison d'Ottavio Quartione, portique du temple d'Apollon, Tabulae Iliacae).

## Source
- (it) Cet article est partiellement ou en totalité issu de l’article de Wikipédia en italien intitulé « Casa di via Graziosa » (voir la liste des auteurs).